# Spångmyrtjärnen, Ångermanland
Spångmyrtjärnen är en sjö i Strömsunds kommun i Ångermanland och ingår i Ångermanälvens huvudavrinningsområde.